# High Society (revista)
High Society és una revista pornogràfica nord-americana. A més de les il·lustracions pornogràfiques de models eròtiques també hi ha ocasionalment articles de persones famoses.

## Història
La revista High Society, va ser publicada per primera vegada el maig de 1976. L'any 1977 Carl Ruderman va contractar a Gloria Leonard, primera dona editora en el sector de l'entreteniment per adults. El novembre de 1981 es va estrenar la sèrie spin-off anomenada High Society Live !.
High Society té un canal de pagament per visió.